# Wereldkampioenschap schaatsen allround vrouwen 1971
Het tweeëndertigste Wereldkampioenschap schaatsen allround voor vrouwen werd op 6 en 7 februari 1971 verreden op de ijsbaan Kallion Tekojäärata van Helsinki, Finland.
Dertig deelneemsters uit elf deelnemende landen, Finland (3), Frankrijk (1), Nederland (5), Noorwegen (5), Polen (2), de Sovjet-Unie (4), West-Duitsland (1), Zweden (2), Japan (2), Canada (2) en de Verenigde Staten (3), namen eraan deel. Tien rijdsters, waaronder Trijnie Rep, debuteerden deze editie.
Nina Statkevitsj werd de elfde Sovjet-russin die de wereldtitel veroverde, de twintigste voor de Sovjet-Unie.
Stien Kaiser stond met haar zevende deelname voor de zevende keer op erepodium bij de huldiging, dit jaar wederom op de tweede plaats. Ze evenaarde hiermee de prestatie van Tamara Rylova, die dit in de periode '55-'60 + '64 realiseerde.
Ljoedmila Titova eindigde op de derde plaats in het eindklassement.
De Nederlandse delegatie veroverde één gouden- (Stien Kaiser op 3000m) en drie zilveren medailles (Stien Kaiser op de 1500m en 1000m, Ans Schut op de 3000m). Rieneke Demming eindigde door een val op de 1000m als laatste in het klassement. Atje Keulen-Deelstra werd niet geklasseerd omdat direct na de start op de 1500m haar schaatsen stuk ging en niet kon finishen.
De Poolse Helena Pilejczyk reed dit jaar haar negende WK Allround. Zij was daarmee de vijfde vrouw die dit aantal bereikte, Eevi Huttunen in '57, Christina Scherling in '64, Kaija Mustonen in '67 en Valentina Stenina in '68 waren haar hierin voor gegaan.
Ook dit kampioenschap werd over de kleine vierkamp,respectievelijk de 500m, 1500m,1000m, en 3000m, verreden.

## Afstand medailles
| Afstand | Goud ·           | Zilver ·         | Brons ·          |
| ------- | ---------------- | ---------------- | ---------------- |
| 500m    | Anne Henning     | Ljoedmila Titova | Tatjana Averina  |
| 1500m   | Nina Statkevitsj | Stien Kaiser     | Dianne Holum     |
| 1000m   | Dianne Holum     | Stien Kaiser     | Nina Statkevitsj |
| 3000m   | Stien Kaiser     | Ans Schut        | Nina Statkevitsj |

## Klassement
| Rang   | Schaatsster          | Land                     | Punten  | 500m       | 1500m       | 1000m         | 3000m       |
| ------ | -------------------- | ------------------------ | ------- | ---------- | ----------- | ------------- | ----------- |
| Goud   | Nina Statkevitsj     | Sovjet-Unie              | 191,400 | 46,8 (4)   | 2.23,2 (1)  | 1.34,0 (3)    | 4.59,2 (3)  |
| Zilver | Stien Kaiser         | Nederland                | 193,433 | 48,7 (17)  | 2.24,9 (2)  | 1.33,7 (2)    | 4.57,5 (1)  |
| Brons  | Ljoedmila Titova     | Sovjet-Unie              | 195,883 | 45,8 (2)   | 2.29,1 (9)  | 1.35,2 (6)    | 5.16,7 (10) |
| 4      | Dianne Holum         | Verenigde Staten         | 196,000 | 48,3 (15)  | 2.25,6 (3)  | 1.33,0 (1)    | 5.16,0 (9)  |
| 5      | Lisbeth Berg         | Noorwegen                | 196,184 | 46,8 (4)   | 2.27,5 (5)  | 1.36,2 (8)    | 5.12,9 (8)  |
| 6      | Ans Schut            | Nederland                | 196,667 | 48,2 (14)  | 2.29,3 (10) | 1.38,2 (18)   | 4.57,6 (2)  |
| 7      | Tatjana Averina      | Sovjet-Unie              | 197,633 | 46,4 (3)   | 2.27,7 (6)  | 1.36,7 (11)   | 5.21,9 (14) |
| 8      | Kapitolina Seregina  | Sovjet-Unie              | 197,683 | 49,2 (24)  | 2.26,7 (4)  | 1,36,5 (10)   | 5.08,0 (6)  |
| 9      | Tuula Vilkas         | Finland                  | 198,166 | 47,9 (10)  | 2.29,8 (13) | 1.36,7 (11)   | 5.11,9 (7)  |
| 10     | Trijnie Rep          | Nederland                | 198,500 | 48,3 (15)  | 2.28,6 (7)  | 1.35,0 (5)    | 5.19,0 (12) |
| 11     | Satomi Saiko         | Japan                    | 198,884 | 49,9 (25)  | 2.28,7 (8)  | 1.36,9 (14)   | 5.05,8 (4)  |
| 12     | Ylva Hedlund         | Zweden                   | 200,117 | 48,1 (12)  | 2.29,6 (12) | 1.38,2 (18)   | 5.18,3 (11) |
| 13     | Kaname Ide           | Japan                    | 200,500 | 51,3 (29)  | 2.29,4 (11) | 1.36,2 (8)    | 5.07,8 (5)  |
| 14     | Anne Henning         | Verenigde Staten         | 200,950 | 44,6 (1)   | 2.33,9 (22) | 1.36,9 (14)   | 5.39,6 (16) |
| 15     | Marja Repola         | Finland                  | 201,016 | 48,8 (20)  | 2.30,7 (15) | 1.37,2 (17)   | 5.20,3 (13) |
| 16     | Monika Pflug         | Bondsrepubliek Duitsland | 201,867 | 47,6 (9)   | 2.29,9 (14) | 1.36,8 (13)   | 5.35,4 (15) |
| NC17   | Sigrid Sundby        | Noorwegen                | 147,050 | 49,0 (22)  | 2.31,8 (16) | 1.34,9 (4)    | -           |
| NC18   | Kirsti Biermann      | Noorwegen                | 147,333 | 46,9 (6)   | 2.31,9 (17) | 1.39,6 (22)   | -           |
| NC19   | Arja Kantola         | Finland                  | 147,800 | 48,1 (12)  | 2.33,6 (21) | 1.37,0 (16)   | -           |
| NC20   | Inger Karset         | Noorwegen                | 148,867 | 48,0 (11)  | 2.33,2 (18) | 1.39,6 (22)   | -           |
| NC21   | Sylvia Filipsson     | Zweden                   | 149,717 | 48,8 (20)  | 2.33,5 (20) | 1.39,5 (21)   | -           |
| NC22   | Romana Troicka       | Polen                    | 150,100 | 48,7 (17)  | 2.35,7 (23) | 1.39,0 (20)   | -           |
| NC23   | Leah Poulos          | Verenigde Staten         | 150,333 | 47,4 (8)   | 2.37,3 (25) | 1.41,0 (27)   | -           |
| NC24   | Sylvie Chevauchet    | Frankrijk                | 152,100 | 49,9 (25)  | 2.35,7 (23) | 1.40,6 (26)   | -           |
| NC25   | Sylvia Burka         | Canada                   | 153,117 | 48,7 (17)  | 2.38,0 (26) | 1.43,5 (28)   | -           |
| NC26   | Helena Pilejczyk     | Polen                    | 153,167 | 50,4 (27)  | 2.38,0 (26) | 1.40,2 (25)   | -           |
| NC27   | Tove Berntsen        | Noorwegen                | 156,783 | 49,0 (22)  | 2.53,5 (29) | 1.39,9 (24)   | -           |
| NC28   | Jennifer Jackson     | Canada                   | 157,667 | 51,3 (29)  | 2.41,6 (28) | 1.45,0 (29)   | -           |
| NC29   | Rieneke Demming      | Nederland                | 164,150 | 50,28 (28) | 2.33,3 (19) | 2.05,1 * (30) | -           |
| -      | Atje Keulen-Deelstra | Nederland                | 95,200  | 47,3 (7)   | NF          | 1.35,8 (7)    | -           |

* = met val
NC = niet gekwalificeerd
NF = niet gefinisht
NS = niet gestart
DQ = gediskwalificeerd
Vet gezet = kampioenschapsrecord